# Anne Desclos
Anne Cécile Desclos, född 23 september 1907 i Rochefort, död 27 april 1998 Corbeil-Essonnes, var en fransk journalist och romanförfattare som skrev under pseudonymerna Dominique Aury och Pauline Réage. Romanen Berättelsen om O var tänkt som ett enda långt kärleksbrev riktat till hennes älskare Jean Paulhan.